# Campionati del mondo di atletica leggera 2017 - Marcia 50 km maschile
La gara della marcia 50 km maschile dei campionati del mondo di atletica leggera 2017 si è svolta il 13 agosto.
Gli atleti Máté Helebrandt e Quentin Rew ottengono il nuovo record nazionale rispettivamente di Ungheria (3h43'56") e Nuova Zelanda (3h46'29"). Yohann Diniz ottiene invece il nuovo record dei campionati (3h33'12).

## Podio
| Pos.    | Atleta        | Nazionalità | Tempo    |
| ------- | ------------- | ----------- | -------- |
| Oro     | Yohann Diniz  | Francia     | 3h33'12" |
| Argento | Hirooki Arai  | Giappone    | 3h41'17" |
| Bronzo  | Kai Kobayashi | Giappone    | 3h41'19" |

## Situazione pre-gara

### Record
Prima di questa competizione, il record del mondo (RM) e il record dei campionati (RC) erano i seguenti.
| Record                | Prestazione | Atleta                      | Data                            | Competizione              |
| --------------------- | ----------- | --------------------------- | ------------------------------- | ------------------------- |
| Record mondiale       | 3h23'33"    | Yohann Diniz Francia        | 15 agosto 2014 Zurigo, Svizzera |                           |
| Record dei campionati | 3h36'03"    | Robert Korzeniowski Polonia | 23 agosto 2003 Parigi, Francia  | Campionati del mondo 2003 |

### Campioni in carica
I campioni in carica, a livello mondiale e olimpico, erano:
| Campione | Atleta                | Prestazione | Data                                   | Competizione                |
| -------- | --------------------- | ----------- | -------------------------------------- | --------------------------- |
| Olimpico | Matej Tóth Slovacchia | 3h40'58"    | 19 agosto 2016 Rio de Janeiro, Brasile | Giochi della XXXI Olimpiade |
| Mondiale | Matej Tóth Slovacchia | 3h40'32"    | 29 agosto 2015 Pechino, Cina           | Campionati del mondo 2015   |

### La stagione
Prima di questa gara, gli atleti con le migliori tre prestazioni dell'anno erano:
| Pos. | Atleta                   | Prestazione | Data                             |
| ---- | ------------------------ | ----------- | -------------------------------- |
| 1    | Dementiy Cheparev Russia | 3h43'05"    | 10 giugno 2017 Čeboksary, Russia |
| 2    | Håvard Haukenes Norvegia | 3h43'40"    | 25 marzo 2017 Dudince Slovacchia |
| 3    | Rafal Augustyn Polonia   | 3h44'42"    | 25 marzo 2017 Dudince Slovacchia |

## Classifica
| Pos. | Atleta                     | Nazionalità   | Tempo    | Note                                     |
| ---- | -------------------------- | ------------- | -------- | ---------------------------------------- |
|      | Yohann Diniz               | Francia       | 3h33'12" | Record dei campionati                    |
|      | Hirooki Arai               | Giappone      | 3h41'17" | Miglior prestazione personale stagionale |
|      | Kai Kobayashi              | Giappone      | 3h41'19" | Miglior prestazione personale            |
| 4    | Ihor Hlavan                | Ucraina       | 3h41'42" | Miglior prestazione personale stagionale |
| 5    | Satoshi Maruo              | Giappone      | 3h43'03" | Miglior prestazione personale            |
| 6    | Máté Helebrandt            | Ungheria      | 3h43'56" | Record nazionale                         |
| 7    | Rafał Augustyn             | Polonia       | 3h44'18" | Miglior prestazione personale stagionale |
| 8    | Robert Heffernan           | Irlanda       | 3h44'41" | Miglior prestazione personale stagionale |
| 9    | Marco De Luca              | Italia        | 3h45'02" | Miglior prestazione personale stagionale |
| 10   | Carl Dohmann               | Germania      | 3h45'21" | Miglior prestazione personale            |
| 11   | João Vieira                | Portogallo    | 3h45'28" | Miglior prestazione personale stagionale |
| 12   | Quentin Rew                | Nuova Zelanda | 3h46'29" | Record nazionale                         |
| 13   | Karl Junghannß             | Germania      | 3h47'01" | Miglior prestazione personale            |
| 14   | Aleksi Ojala               | Finlandia     | 3h47'20" | Miglior prestazione personale stagionale |
| 15   | Evan Dunfee                | Canada        | 3h47'36" |                                          |
| 16   | Horacio Nava               | Messico       | 3h47'53" | Miglior prestazione personale stagionale |
| 17   | José Ignacio Díaz          | Spagna        | 3h48'08" | Miglior prestazione personale            |
| 18   | Claudio Villanueva         | Ecuador       | 3h49'27" | Miglior prestazione personale            |
| 19   | Ivan Banzeruk              | Ucraina       | 3h49'49" |                                          |
| 20   | Jorge Armando Ruiz         | Colombia      | 3h50'37" | Miglior prestazione personale            |
| 21   | José Leyver Ojeda          | Messico       | 3h51'17" |                                          |
| 22   | Rafał Fedaczyński          | Polonia       | 3h52'11" |                                          |
| 23   | Jarkko Kinnunen            | Finlandia     | 3h55'44" | Miglior prestazione personale stagionale |
| 24   | Adrian Błocki              | Polonia       | 3h55'49" |                                          |
| 25   | Mathieu Bilodeau           | Canada        | 3h56'54" | Miglior prestazione personale stagionale |
| 26   | Francisco Arcilla          | Spagna        | 3h57'27" |                                          |
| 27   | Marian Zakalnytstyi        | Ucraina       | 3h57'29" |                                          |
| 28   | Anders Hansson             | Svezia        | 3h58'00" | Miglior prestazione personale            |
| 29   | Park Chil-sung             | Corea del Sud | 3h59'46" | Miglior prestazione personale stagionale |
| 30   | Niu Wenbin                 | Cina          | 4h01'35" |                                          |
| 31   | Narcis Ștefan Mihăilă      | Romania       | 4h02'27" | Miglior prestazione personale            |
| 32   | Pedro Isidro               | Portogallo    | 4h02'30" |                                          |
| 33   | Ronald Quispe              | Bolivia       | 4h08'22" | Miglior prestazione personale stagionale |
|      | Michele Antonelli          | Italia        | dnf      |                                          |
|      | Luis Fernando López        | Colombia      | dnf      |                                          |
|      | Dušan Majdán               | Slovacchia    | dnf      |                                          |
|      | Arturas Mastianica         | Lituania      | dnf      |                                          |
|      | Iván Pajuelo               | Spagna        | dnf      |                                          |
|      | Yu Wei                     | Cina          | dnf      |                                          |
|      | Edward Araya               | Cile          | dq       | 230.6(a)                                 |
|      | Andrés Chocho              | Ecuador       | dq       | 230.6(a)                                 |
|      | Alejandro Francisco Flórez | Svizzera      | dq       | 230.6(a)                                 |
|      | Håvard Haukenes            | Norvegia      | dq       | 230.6(a)                                 |
|      | Dominic King               | Gran Bretagna | dq       | 230.6(a)                                 |
|      | Aku Partanen               | Finlandia     | dq       | 230.6(a)                                 |
|      | Florin Alin Știrbu         | Romania       | dq       | 230.6(a)                                 |
|      | Omar Zepeda                | Messico       | dq       | 230.6(a)                                 |
|      | Brendan Boyce              | Irlanda       | dns      |                                          |